# Wilfrid Lawson
Wilfrid Lawson auch Wilfred Lawson (* 14. Januar 1900 in Bradford, Yorkshire als Wilfrid Worsnop; † 10. Oktober 1966 in London) war ein britischer Bühnen- und Charakter-Schauspieler in Film, Fernsehen und Theater.

## Leben und Karriere
Wilfrid Lawson, geboren 1900, in Bradford, Yorkshire, besuchte die Hanson Boys Grammar School und das Technical College, bevor er im Alter von 16 Jahren ein professioneller Schauspieler wurde. Sein Filmdebüt gab er 1931 in George Pearsons Kriegskomödie East Lynne on the Western Front und erschien in Nebenrollen, bis er die Führung übernahm in der 1938 -Version von The Terror. Im gleichen Jahr übernahm er die Filmrolle des Müllmanns Alfred P. Doolittle in der erfolgreichen Verfilmung von George Bernard Shaws Der Roman eines Blumenmädchens an der Seite von Leslie Howard und Wendy Hiller.
Lawson drehte auch eine Reihe von Filmen in Amerika beginnend mit Ladies in Love (1936), darunter auch die John Ford Produktion Der lange Weg nach Cardiff 1940 neben John Wayne. In den letzten Kriegsjahren diente er als Pilot in der Royal Air Force.
Seine letzte Hauptrolle kam 1947 mit Der Hund von Harringay. Wegen Alkohol-Problemen wurde es schwerer für ihn zu arbeiten, und in den 1950er Jahren wurden seine Rollen immer kleiner, in einigen Fällen war er nicht mal mehr im Abspann genannt. Trotzdem gab er noch denkwürdige Darbietungen seiner Schauspielkunst, zum Beispiel als Prince Andrei Bolkonskis Vater 1956 in King Vidors Historienepos Krieg und Frieden, als Mechaniker Ed neben Stanley Baker in Cy Endfields Drama Duell am Steuer und Onkel Nat in Room at the Top im Jahre 1958, wo der Film in Lawsons Heimatstadt Bradford gedreht wurde.
In den 1960er Jahren lebte seine Karriere wieder etwas auf, mit der Rolle des Black George in der renommierten und preisgekrönten Verfilmung Tom Jones – Zwischen Bett und Galgen von Tony Richardson im Jahr 1963. Zwei Jahre später spielte er den altersschwachen Butler Peacock in Bryan Forbes Gauner-Komödie Letzte Grüße von Onkel Joe und den Siebenschläfer in der Jonathan Miller TV-Adaption von Alice im Wunderland.
Als Wilfrid Lawson am 10. Oktober mit 66 Jahren in London an einem Herzinfarkt stirbt, hat er in über 65 Kinofilmen mitgewirkt.
Sein Bruder war der Nebendarsteller Gerald Lawson und sein Neffe der Schauspieler Bernard Fox.

## Filmografie (Auswahl)
- 1938: Der Roman eines Blumenmädchens (Pygmalion)
- 1939: Träumende Augen (Stolen Life)
- 1939: Black River (Allegheny Uprising)
- 1940: Der lange Weg nach Cardiff (The Long Voyage Home)
- 1942: Der große Händel (The Great Mr. Handel)
- 1944: Gaslicht und Schatten (Fanny by Gaslight)
- 1947: Der Hund von Harringay (The Turners of Prospect Row)
- 1955: Der Gefangene (The Prisoner)
- 1955: Ein Alligator namens Daisy (An Alligator Named Daisy)
- 1956: Krieg und Frieden (War and Peace)
- 1957: Eine Braut in jeder Straße (Miracle in Soho)
- 1957: Duell am Steuer (Hell Drivers)
- 1961: Ein Mann geht seinen Weg (The Naked Edge)
- 1962: Armleuchter in Uniform (Postman's Knock)
- 1962: Diebe haben Vorfahrt (Go to Blazes)
- 1963: Tom Jones – Zwischen Bett und Galgen (Tom Jones)
- 1966: Letzte Grüße von Onkel Joe (The Wrong Box)
- 1967: Königin der Wikinger (The Viking Queen)